# الدوري البحريني الممتاز 1968–69
الدوري البحريني الممتاز 1968-1969 هي النسخة الثالثة عشر من الدوري البحريني الممتاز.

## نظرة عامة
توج النسور باللقب.